# Kim Ji-ho
Kim Ji-ho (auch Kim Jiho, koreanisch 김지호; * 10. August 1999 in Busan) ist eine südkoreanische Tischtennisspielerin. Sie gewann mit der Mannschaft bei der Weltmeisterschaft 2018 eine Bronzemedaille. Kim ist Rechtshänderin und verwendet als Griff die europäische Shakehand-Schlägerhaltung.

## Werdegang
Erste internationale Auftritte hatte Kim bei Jugend-Weltmeisterschaften. 2015 konnte sie beim selben Event Bronze im Doppel, sowie Silber mit der Mannschaft gewinnen. Insgesamt gewann sie vier weitere Medaillen.
2016 nahm sie an ihrer ersten Erwachsenen-WM teil, musste dort aber mit dem Team im Achtelfinale den Kürzeren ziehen. Auf der World Tour hatte sie ebenfalls einige Auftritte. Im Jahr 2018 holte sie mit dem Team eine Bronzemedaille bei der WM.

## Turnierergebnisse
| Verband | Veranstaltung            | Jahr | Ort            | Land | Einzel        | Doppel        | Mixed         | Team | U-21 |
| ------- | ------------------------ | ---- | -------------- | ---- | ------------- | ------------- | ------------- | ---- | ---- |
| KOR     | World Tour               | 2019 | Incheon        | KOR  | letzte 64     |               |               |      |      |
| KOR     | World Tour               | 2019 | Tokio          | JPN  | letzte 128    | Viertelfinale |               |      |      |
| KOR     | World Tour               | 2019 | Doha           | QAT  | letzte 64     |               |               |      |      |
| KOR     | World Tour               | 2018 | Danzig         | POL  | letzte 64     | letzte 32     |               |      | Gold |
| KOR     | Weltmeisterschaft        | 2018 | Halmstad       | SWE  |               |               |               | 3    |      |
| KOR     | Weltmeisterschaft        | 2016 | Kuala Lumpur   | MAS  |               |               |               | 9    |      |
| KOR     | Jugend-Weltmeisterschaft | 2017 | Riva del Garda | ITA  |               | Viertelfinale | Silber        | 3    |      |
| KOR     | Jugend-Weltmeisterschaft | 2016 | Kapstadt       | ZAF  | Viertelfinale | Viertelfinale | Gold          | 3    |      |
| KOR     | Jugend-Weltmeisterschaft | 2015 | Vendée         | FRA  | Viertelfinale | Halbfinale    | Viertelfinale | 2    |      |
| KOR     | Jugend-Weltmeisterschaft | 2014 | Shanghai       | CHN  | letzte 64     | letzte 16     | letzte 16     |      |      |